# L'Arrangement des sexes
Pour les articles homonymes, voir Arrangement (homonymie).
L'Arrangement des sexes est un article du sociologue Erving Goffman publié dans Theory and Society en 1977 sous le titre « The Arrangement between the Sexes », puis sous forme d'ouvrage autonome en France en 2002 sous son titre traduit. Il explique les dispositifs employés inconsciemment par les hommes pour dominer les femmes (galanterie notamment).
La sociologue Claude Zaidman présente dans l'introduction de la version française l'apport d'Erving Goffman à ce que l'on sait des rapports entre hommes/femmes et de la domination masculine étudiée et traquée dans le quotidien.

## Principales idées
Plusieurs notes de lecture soulignent qu'il est difficile de résumer ou d'analyser de façon succincte l'ouvrage de Goffman qui, malgré sa petite taille, reste très riche,. 
Un des principaux axes d'études du sociologue consiste à mettre en avant la constitution de « classes sexuelles » opposées, d'un côté, les femmes et de l'autre, les hommes. Ces « classes » seraient, selon l'essai de Goffman, non pas une création de la nature mais plutôt de la société qui produit et institutionnalise cette différenciation : il s'interroge ainsi « Comment, dans une société moderne, ces différences biologiques non pertinentes entre les sexes en viennent-elles à sembler d’une telle importance sociale ? Comment, sans justification biologique, ces différences biologiques sont-elles élaborées socialement ? ». C'est donc ici qu'intervient une nouvelle notion conçue par Goffman, la « réflexivité institutionnelle » qu'Yves Winkin définit comme une « expression nouvelle […] pour dire que les différences sexuelles sont inscrites dans les institutions sociales afin de garantir le bien-fondé d'une caution par le sexe de nos « arrangements sociaux ». Le sociologue étudie donc dans son article cinq différents exemples de « réflexivité institutionnelle » : la division du travail en « classes sexuelles », l'influence des frères et sœurs sur la socialisation, la séparation genrée des toilettes, les relations entre apparences et l'insertion dans le monde du travail et le système d'identification qui contraint les individus à classer tous les personnes qu'ils rencontrent dans une des deux « classes sexuelles». L'exemple de la disposition des sanitaires est particulièrement éclairant pour comprendre les propos de Goffman, car il explique que cette séparation entre hommes et femme, si elle apparaît comme évidente et comme « une conséquence naturelle de la différence entre les classes sexuelles » elle n'en est pas moins « un moyen d’honorer, sinon de produire cette différence ».  

## Réception
Bien que Goffman ne soit pas spécialisé dans les études de genre, il avait dès 1976 publié un ouvrage s'intéressant au genre, Gender Advertisements, dont le premier chapitre se penchait par exemple sur les « parades de genre ». De même, la revue Actes de la recherche en sciences sociales a publié, en 1977, un article de Goffman dérivé de son précédent ouvrage : « La Ritualisation de la féminité ». D'ailleurs, les travaux sur le genre de Goffman ont été assez peu commentés et étudiés par le monde universitaire. À l'inverse, son ouvrage et ses théories ont été discrédités dans les milieux féministes notamment du fait d'un article de Janet M. Wedel, « Ladies, We've Been framed ». Cette dernière explique ainsi que le sociologue « reformule les stéréotypes du début de l'ère post-victorienne de l'interaction homme-femme dans toutes ses contradictions logiques. Ce faisant, il perpétue et trouve une explication logique à une image fantastique des femmes qui masque plutôt qu'elle ne clarifie les dynamiques de la domination masculine ». De même, si Goffman s'appuie sur la construction de la complémentarité homme-femme pour souligner l'infériorisation du sexe féminin (par exemple, la force de l'homme nécessiterait de l'autre côté la faiblesse des femmes) il n'en résulte pas moins pour autant que la femme semble, dans l'ouvrage du sociologue, être appréhendée uniquement comme un complément de l'homme, simplifiant de ce fait « la complexité des multiples arrangements entre les sexes ». C'est ainsi qu'Yves Winkin rappelle que Goffman n'évoque pas les couples homosexuels, les foyers monoparentaux ou les célibataires des deux sexes.

### Sources
- (en) Erving Goffman, « The arrangement between the Sexes », Theory and Society, vol. 4, no 3,‎ septembre 1977, p. 301-331 (lire en ligne)
- (fr) Erving Goffman, Claude Zaidman (sous la dir) et Hervé Maury (trad), L'Arrangement entre des sexes, La Dispute, 2002, 115 p. (ISBN 978-2-84303-053-6)

### Ouvrages et articles abordantL'Arrangement des sexes
- (en) Janet M. Wedel, « Ladies, we've been framed ! Observations on Erving Goffman's "The Arrangement between the Sexes" », Theory and Society, vol. 5, no 1,‎ janvier 1978, p. 113-125 (lire en ligne)
- (fr) Yves Winkin, « Goffman et les femmes », Actes de la recherche en sciences sociales, no 83,‎ 1990, p. 57 (lire en ligne)
- (fr) Yves Winkin, « L’arrangement entre les sexes selon Goffman », dans La place des femmes : Les enjeux de l’identité et l'égalité au regard des sciences sociales, La Découverte, 1995 (lire en ligne), p. 152-156
- (fr) Azadeh Kian, « Erving Goffman : de la production sociale du genre à l’objectivation sociale des différences biologiques », dans Sous les sciences sociales, le genre, La Découverte, 2010 (lire en ligne), p. 276-288